# Aphanius mento
Aphanius mento е вид лъчеперка от семейство Циринодонтиди (Cyprinodontidae).

## Разпространение
Видът е разпространен в Западна Азия (Ирак, Израел, Йордания, Ливан, Палестина, Сирия и Турция).